# چونتا کواتاوی
چونتا کواتاوی (به اسپانیایی: Chunta Q'atawi) یک کوه در پرو است. چونتا کواتاوی ۵٬۰۰۱ متر بالاتر از سطح دریا واقع شده‌است.